# تائیس

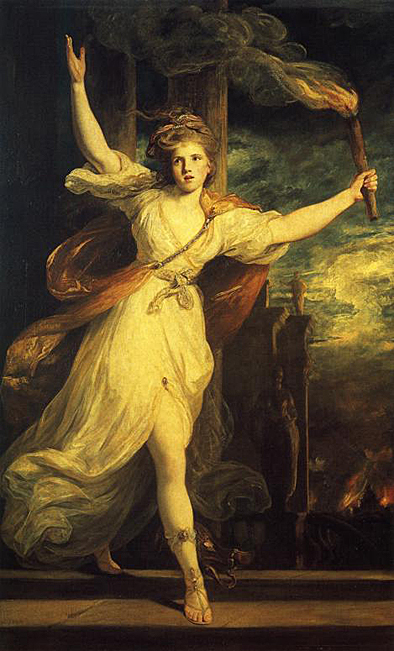
تائیس در حال آتش زدن تخت جمشید اثر جاشوا رینولدز، ۱۷۸۱.

تائیس (به یونانی: Θαΐς) یک روسپی آتنی (هتایرا) بود که در زمان اسکندر مقدونی می‌زیست و در لشکرکشی‌های اسکندر او را همراهی می‌کرد. عمدهٔ شهرت او به‌واسطهٔ نقشش در تحریک اسکندر در واقعهٔ به آتش کشیدن تخت جمشید است.
تائیس معشوقه بطلمیوس یکم سوتر یکی از ژنرال‌های اسکندر بود. همچنین گفته شده‌است که ممکن است اسکندر نیز عاشق او بوده باشد، براساس گفته آتنائوس اسکندر دوست داشته «تائیس را با خودش نگه دارد» و این می‌تواند به این معنی باشد که او از هم خوابی با تائیس لذت می‌برده‌است. گفته می‌شود که وی بسیار شوخ و سرگرم‌کننده بوده‌است. آتنائوس همچنین می‌گوید که پس از مرگ الکساندر، بطلمیوس با تائیس ازدواج کرد و سه فرزند به دنیا آورد.

## سوزاندن تخت جمشید

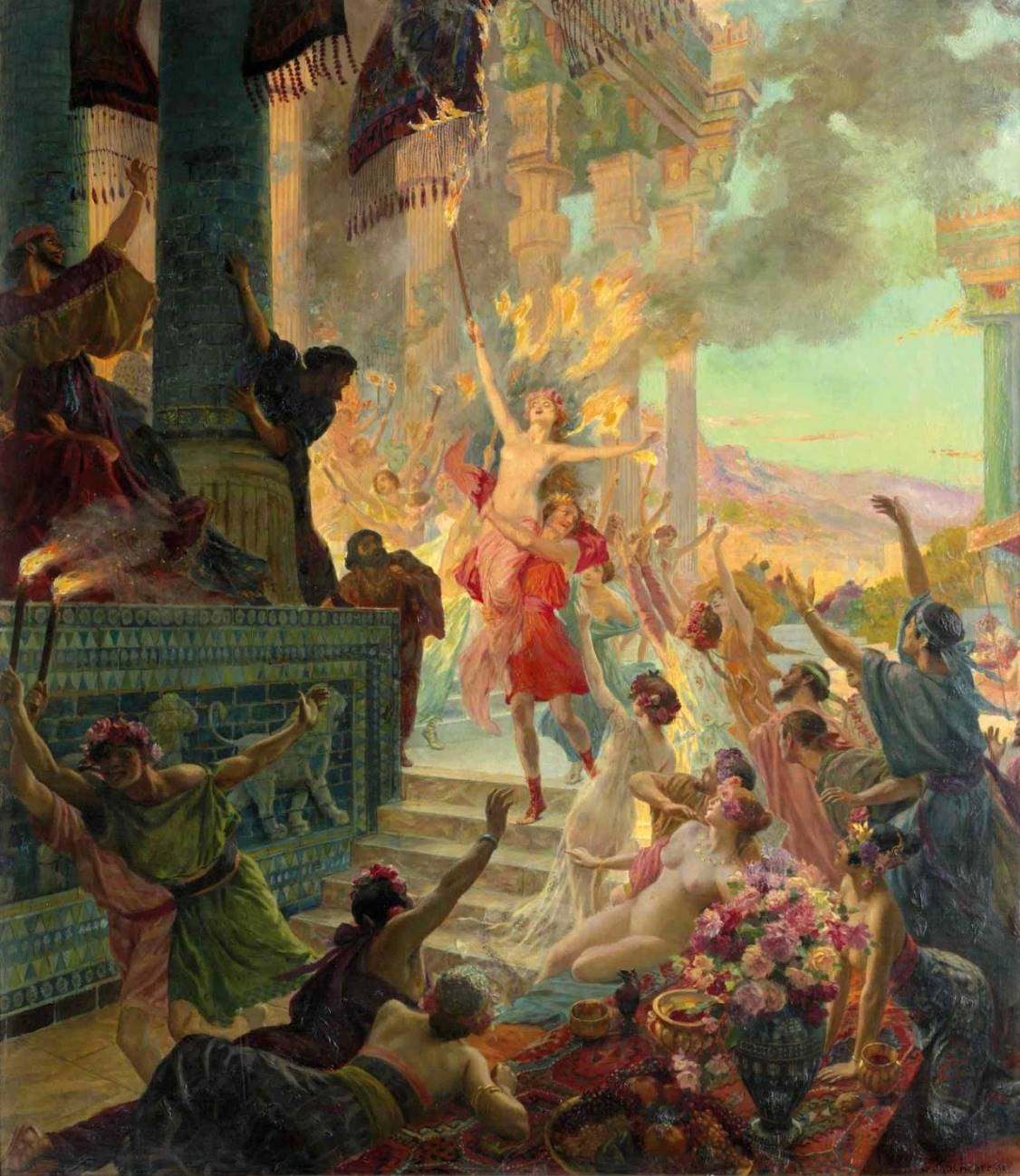
اسکندر در حال بلند کردن تائیس برای آتش زدن پرسپولیس
اثر جرج روچه گروس، ۱۸۹۰.

ظاهراً تائیس اهل آتن بوده‌است و اسکندر را در طول جنگ‌هایش در آسیای صغیر همراهی می‌کرده‌است. از این جهت وی مورد توجه تاریخ قرار گرفت که در سال ۳۳۰ قبل از میلاد ، اسکندر کاخ تخت جمشید، محل اصلی سلسله هخامنشی را آتش زد. تائیس در مهمانی حضور داشت و سخنرانی کرد او اسکندر را متقاعد کرد که کاخ را بسوزاند. سلیتارچوس ادعا می‌کند که تخریب و آتش زدن تخت جمشید به تشویق تائیس بوده‌است. همچنین پلوتارک و دیودور اظهار می‌کنند که دلیل او پاسخ به سوزاندن معبد قدیمی پارتنون در آکروپولیس توسط خشایارشا در سال ۴۸۰ قبل از میلاد در طول جنگ‌های ایران و یونان بود.
و دیودور نقل می‌کند که تائیس پس از سخنرانی اسکندر نخستین کسی است که مشعل خود را به داخل تخت جمشید انداخت.
استدلال شده‌است که تائیس در این زمان معشوقه اسکندر بوده‌است و بطلمیوس بعداً با او ازدواج کرده‌است گرچه سایر نویسندگان معتقدند که او همیشه معشوقه بطلمیوس بوده‌است.